# 빌 블랙
윌리엄 패튼 "빌" 블랙 2세(William Patton "Bill" Black, Jr., 1926년 9월 17일 ~ 1965년 10월 21일)는 로큰롤의 선구자로 평가되는 미국의 음악가 겸 밴드리더다. 엘비스 프레슬리의 초기 삼인조 밴드에서 베이스 담당이었다. 일후 빌 블랙의 콤보(Bill Black's Combo)를 조직한다.

## 젊은 시절
미국 테네시주 멤피스에서 멤피스 스트리트 레일웨이사 전차 운전사의 아들로 태어났다. 아홉 자녀 가운데 맏아들이었다. 부친은 밴조와 피들로 대중음악을 연주함으로써 가족을 즐거이 했다. 14살 때 부친이 시가 상자 판에 못을 박고 줄을 달아서 만든 악기로 연주를 배웠다. 16살 때는 동네 술집에서 통기타로 "홍키통키" 음악을 실연했다.
제2차 세계대전이 발발되자 버지니아주 포트 리에서 미국 육군에 입대했다. 종군 중에 음악적 집안에서 자라 기타 연주가 가능했던, 에벌린과 만났다. 1946년 둘은 결혼하여 멤피스에 돌아왔다. 어차에 내화석재 공장에서 근무했다.
이윽고 블랙은 업라이트 베이스 피들을 연주하게 되었다. 특유의 "슬랩 베이스" 기법은, 제 우상 매드독스 브라더스 앤 로즈의 프레드 메드독스의 연주를 본으로 삼은 것이었다. 블랙은 또 매드독스가 한 것과 똑같이 "무대의 광대(stage clown)" 페르소나를 대어 흉내내기 시작했다. 검게 만든 치아, 밀짚모자, 멜빵바지 등, 힐빌리를 과장한 차림으로 공연에 나섰다. 그 아들에 따르면, 블랙의 목표는 "잠깐 동안의 여흥과 한동안 웃음을 머금게 하는, 약간의 유머"였다. 1952년, 기타리스트 스코티 무어와 작반, 클럽과 라디오 방송에서 연주했다. 그 밖에도 기타리스트 두 명서껀 피들러 한 명서껀, 더그 포인덱스터가 이끄는 더 스타라이트 랭글러스(the Starlight Wranglers) 소속으로서 행크 윌리엄스와 레드 폴리 노래를 연예했다. 블랙과 무어는 폴 벌리슨, 조니 버네트, 도시 버네트, 드러머 한 명이 재적한 밴드에서도 연주했다.

## 블루 문 보이스

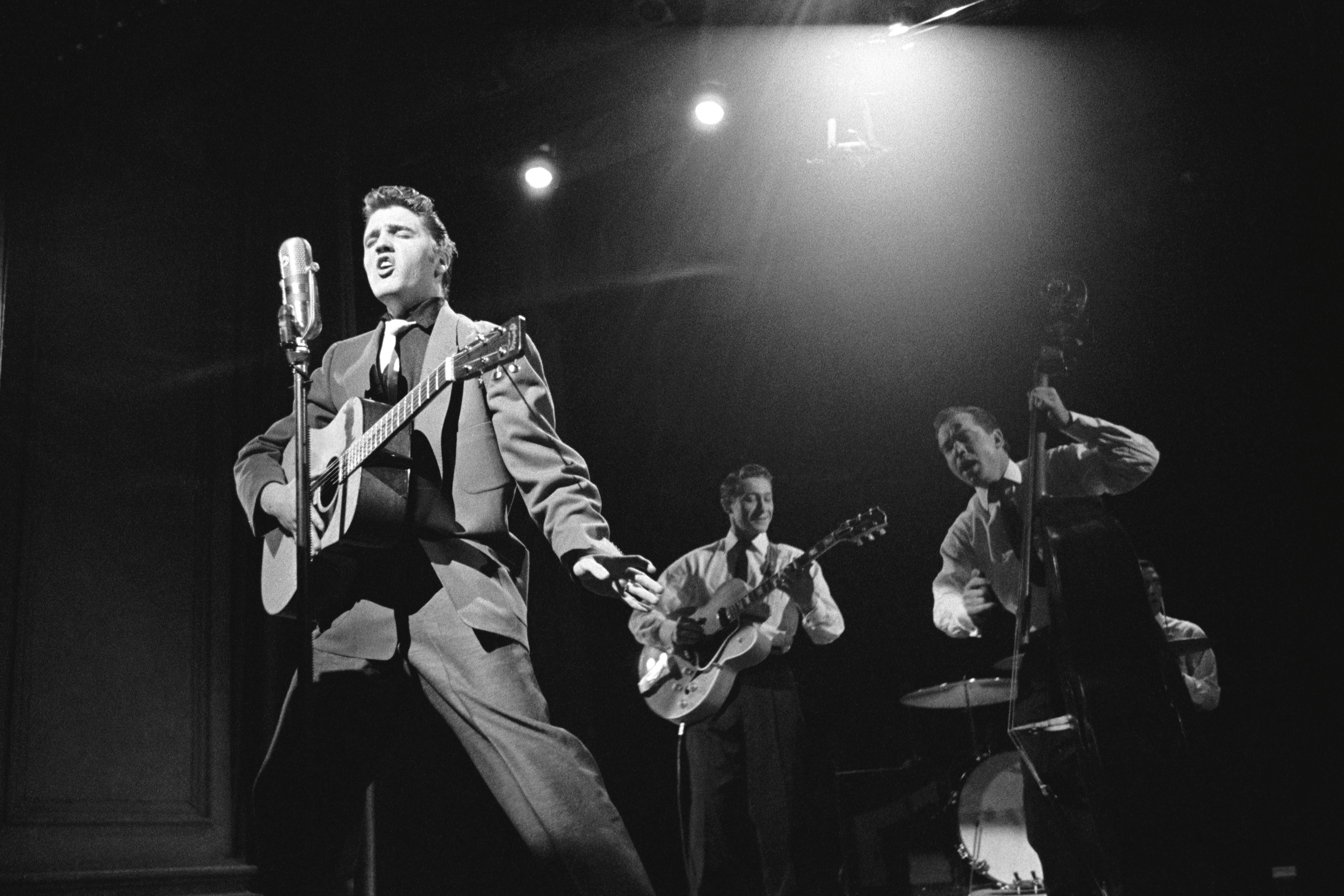
맨 우편의 베이스를 치는 이.

1954년 7월경, 선 레코드 사장 샘 필립스가 블랙과 무어에게 당시 무명이던, 엘비스 프레슬리의 반주를 맡아줄 것을 요구했다. 블랙은 슬랩 베이스, 무어는 기타, 프레슬리는 리듬 기타를 치고, 노래를 부르는 역이었다. 자리에 있던 음악가 전원이 프레슬리에게 별 동하지 못했지만, 스튜디오 세션이 그 잠재성을 탐구하기에 유용하다는 사실에는 이구동성이었다. 1954년 7월 5일, 예의 세 명이 에멜무지로 노래 몇 곡을 녹음하기 위해 선 스튜디오에 모였다. 무어에 따르면, 녹음의 앞머리는 〈I Love You Because〉로 열렸다. 그렇지마는 이다음의 컨트리 곡들이 영 기대에 못 미치자 휴게 시간을 가지기로 결정되었다. 이때 프레슬리가, 아서 크루덥의 블루스 곡 〈That's All Right (Mama)〉를 부르며 "천치 흉내"를 내기 시작했다. 거기 두 음악가들이 참사하고나자 필립스가 노래를 녹음하였다. 해당 음원의 업비트 음향은 독자적 산물이다. 블랙은, 다음과 같이 말했다. "젠장, 냉큼 라디오로 가져가자고. 이거면 타지로 진출하는 거 금방이야."
이 다음날, 블루그래스 음악가 빌 먼로가, 느릿한 왈츠로 꾀한 〈Blue Moon of Kentucky〉 등 네 곡을 더 녹음했다. 〈Blue Moon of Kentucky〉를 창의한 것은 블랙으로서, 프레슬리와 무어가 그에 끌려들어간 것이었다. 무어는 이렇게 말한다. "〈Blue Moon of Kentucky〉을 발의한 건 빌이었지요. ... 잠깐의 휴게 시간에 베이스를 때리더니 〈Blue Moon of Kentucky〉를 부르던 겁디다. 빌 먼로의 그 높은 가성을 입내 내서요. 엘비스가 거 동참해, 그와 함께 연주하고 노래했습니다 ..." 이 결과 노래는 4/4박자의, 살같은 곡이 돼 버렸다. 해당 곡의 초기 테이크에, 필립스가 "아주 잘했어 친구. 야 바이 달라졌는데. 이게 팝 송 아니면 뭐야." 하는 게 들린다. 필립스는 요 세션 아세테이트를, 멤피스 라디오 방송국 WHBQ의 《레드, 핫 앤 블루》(Red, Hot and Blue) 진행자 DJ 듀웨이 필립스(비혈연)에게 들고 갔다. 8월 18일에서 12월 18일까지, 〈Blue Moon of Kentucky〉는 차트의 고처를 활상했다. 근근 남부에서도 양면의 두 곡이 모두 차트에 진입되기 시작했다.
블랙과 무어는 이내 프레슬리의 반주 그룹으로 변용됐으며 그 수익의 25%를 받게 되었다. 그 두 사람은 또 〈That's All Right〉의 성공으로 인한 조직내 불화로 더 스타라이트 랭글러스와 갈라져 버렸다. 선 레코드에서 취입된 음원들 명의는 "엘비스 프레슬리, 스코티와 빌"로 찍혔으며, 마침내는 "엘비스 프레슬리와 더 블루 문 보이스"로 찍혀 나오게 되었다.
15달 지나면서, 3인은 다섯 장의 싱글을 발표했고 남부를 순회했고 루이지애나 헤이라이드에 정규 출연했다. 1954년 10월 그랜드 올 오프리의 오디션도 봤지만, 심사위원은커녕 좌중조차 움직이지 못했다. 그리고 영영 못 초대받았다. 1955년, 프레슬리의 계약이 RCA로 양도되던 장에 엘비스, 무어와 합동했다. RCA의 〈Mystery Train〉과 〈I Forgot to Remember to Forget〉의 재발매반을 제하면, 그때부로 명의에 그들 이름이 오른 일은 없었다. 블랙, 무어, 드러머 D. J. 폰타나는 프레슬리 초기 경력에서 광범위한 순회공연에서 함께했다. 블랙은 여전히 "광대" 페르소나를 노현했고 프레슬리와는, 희극을 연출하기도 했다. 블랙의 무대 성격은 무어의 얌전한 무대 성격과 정반대였다. 이 균형이 그룹의 연예에는 잘 먹혀들었다.
블랙의 아들 루이스에 따르면, 무어는 이렇게도 말했다. "원래, 엘비스 군은 가만 서서 꼼짝도 아니했어요. 빌이 베이스로 오두방정을 떨어댔지요. 자네 부군께서는 바로 그것을 전수하였습니다. 모두의 배꼽을 쥐게 만들고 우리들 긴장을 풀어 준 거지요." 폰타나는, 블랙을 초기 시절 밴드의 대들보라고도 표현했다. "그는 청중을 열띠게끔 한 희극인입니다. 컨트리 듣는 사람들, 통 뛰거나 하는 사람들이 아니었으니 필수적인 것이었지요."

## 빌 블랙의 콤보

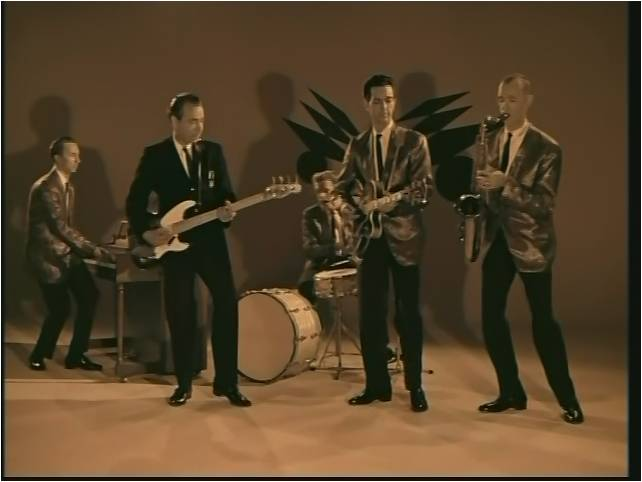
《소년 백만장자》에 출연해 연예하는 빌 블랙의 콤보.

1959년, 블랙은 음악가 동아리에 합세하는데, 이를 곧 빌 블랙의 콤보(Bill Black's Combo)로 이름하게 된다. 성원들은 블랙, 조 루이스 홀, 레기 영, 마틴 윌스, 제리 아놀드로 꾸려졌다. 성원 변전도 몇 차례에 있었다. 영이 입대한 뒤에는 행크 핸킨스, 칩스 무먼, 토미 코그빌이 자리를 메꿨다. 색소폰의 윌스는 에이스 캐넌으로 대신된다. 홀은 스튜디오 한정으로 칼 맥보이로 대신되었고, 보비 에몬스는 순연 한정으로 그를 대신했다.
1959년 12월 하이 레코드에서 기악곡 〈Smokie〉를 출시한다. 〈Smokie, Part 2〉는 미국 팝 차트에서 17위의 히트로 시위되었으며 "흑인" 음악 차트에서 물경 1위를 달성했다. 일백만 장이 넘게 팔려, RIAA에 의해 골드 디스크를 수상받았다. 다음 작품 〈White Silver Sands〉 역시 R&B 차트에서 4주에 걸쳐 정상을 점거하였다. 9위의 톱 텐 히트였음은 물론이다.
1959년에서 1962년까지 빌 블랙의 콤보는 톱 40에 여덟 개의 음원을 들이뜨린다. "춤추기 안성맞춤(Terrific for Dancing)"으로 광고된 그들의 앨범 《Saxy Jazz》는 일년 내리 100위권에 머물러 있었다. 1961년 영화 《소년 백만장자》(Teenage Millionaire)에 출연하고 《에드 설리번 쇼》에서도, 〈Don't Be Cruel〉, 〈Cherry Pink〉, 〈Hearts of Stone〉 등을 메들리로 얼러 공연했다. 1961년 빌보드의 투표를 통해 최고의 기악곡 그룹으로 선정되기도 했다.
《Bill Black's Combo Plays Tunes by Chuck Berry》, 《Bill Black's Combo Goes Big Band》, 《Bill Black's Combo Goes West》, 《Bill Black's Combo Plays the Blues》 등 주제별로 기획한 음반도 연쇄 발매했다. 콤보가 연주한 춤추기에 적당한 블루스는 곧 스트립쇼 무용수의 반주로 애용됐다. 콤보의 또 특징적인 점은, 레기 영의 기타를 연필로써 때리는 주법이었다.

## 린 루 스튜디오
1962년, 블랙은 멤피스의 첼시 가에 녹음실 "린 루 스튜디오(Lyn Lou Studio)"를 개업했다. 전속 엔지니어 겸 프로듀서 래리 로저스와 공동 개업했으며, 아들과 딸 이름을 딴 것이다. 빌보다 전에 로더데일 코트에서 엘비스를 알고 있었던, 빌의 형제 조니 블랙 역시 업라이트 베이스 플레이어였다. 그는 스튜디오를 방문했을 때 어차에 있던 빌이, 믹싱과 기본 트랙 연주에 완전 몰두해 있었다고 회상했다.
1963년 초엽, 블랙은 콤보 명의로 발매되는 곡의 두 개 내지 다섯 개의 타국어 버전을 만들어 국외에 반출했다. 한편, 사업, 가족, 건강 차원에서 순회공연은 금했다.
1965년, 빌 블랙이 죽은 뒤 밥 터커와 레리 로저스가 린 루 스튜디오를 매입했다. 이곳은 빌 블랙의 콤보 앨범이 무수히 제작된 스튜디오였으며, 찰스 맥클레인, T.G. 셰퍼드, 빌리 스완 등의 1위 컨트리 히트곡들이 제작된 스튜디오였다. 하우스 밴드는 선 스튜디오의 저명 엔지니어 세실 스케이프의 조카 로니 스케이프가 소속된 더 셔로 밴드다.

## 사망
1963년, 콤보에 밥 터커가 로드 매니저, 기타리스트, 베이시스트로 합류한다.
블랙 본인은 전년하고도 반년부터 병환으로 여행이 불가당했다. 그렇지마는 밴드가 저 없이도 계속되어야 한다는 고집이 있었다. 빌 블랙의 콤보는 1964년, 당시 《에드 설리번 쇼》에 출연한 뒤였던 비틀즈 본인들의 요청으로 13개 도시에서 그들의 오프닝을 열어 새 역사를 썼다. 블랙은 순연을 할 몸상태가 못됐다.
두 차례의 수술과 기나긴 병실살이 끝에, 1965년 10월 21일 향년 39세에 뇌종양으로 서거했다. 종양을 완전 뿌리뽑기를 도모한 의사의 세 번째 수술 도중에 사망하고 말았다. 블랙은 테네시주 멤피스의 포레스트 힐 공동묘지에 매장되었다. 프레슬리는, 장례식에 참석하면 언론의 관심을 부를까봐서 불참했고, 비난에 직면했다. 장례가 다 끝났을 때, 프레슬리는 그 가족을 개인적으로 방문하여 조의를 표했다. 루이스 블랙의 진술에 따르면 엘비스는, "설혹 필요한 게 생기시면, 제게 바로 기별해 주시면 문제없으세요."라고 말했다.
블랙의 부인은 밥 터커와 래리 로저스에게 빌 블랙의 콤보 명의권을 판매했다. 이 밴드는 컨트리로 선회하여 컬럼비아 레코드로 적을 옮겼다. 1976년, 물경 빌보드 올해의 컨트리 기악곡 그룹에서 수상하는 광영을 누렸다.

## 사후
빌 블랙의 콤보는 20장도 넘게 음반을 생산했으며 미국 및 유럽에서 순회를 뛰었고, 1966년과 1967년에 미국에서 최고의 기악곡 그룹으로 명성이 드높았다. 밥 터커는, 콤보의 리더면서도 멤피스 대학의 음악 사업과 교수로 재직했다.
블랙이 주력으로 쓴 스탠드업 베이스는 현재 폴 매카트니의 소유로, 1970년대 말 부인 린다에게 생일 선물로 받은 것이다. 이 베이스는 매카트니의 곡 〈Baby's Request〉 뮤직비디오에 등장하며, 다큐멘터리 영화 《인 더 월드 투나이트》에서는 매카트니가 이 베이스를 들고 〈Heartbreak Hotel〉를 부르기도 했다. 또한 1995년 비틀즈의 마지막 신보 〈Real Love〉에서 사용되었다.
TV 영화 《엘비스》에서 엘리엇 스트리트가 분했다. 1990년 TV 시리즈 《엘비스》에서는 블레이크 깁슨이 분했다. 2005년 CBS 미니시리즈 《엘비스》에서는 클레이 스티클리가 분했다.
2009년 4월 4일, 로큰롤 명예의 전당에 헌액되었다.